# Isla de Vivara
Isla de Vivara (en italiano: Isola di Vivara) es un islote satélite de Procida, una de las tres principales islas en el golfo de Nápoles (las otras dos son Isquia y Capri). 
Vivara flanquea Procida al suroeste y está conectada a ella por un puente. Vivara tiene forma de media luna con la cresta de restos de un antiguo cráter volcánico, que forma parte de los Campos Flégreos. Ahora es una reserva natural de 35,63 hectáreas, creado en virtud de la ley DM 6/24/02.